# 에베르 바네가
에베르 막시밀리아노 다비드 바네가(Éver Maximiliano David Banega, 1988년 6월 29일 로사리오 ~)는 아르헨티나의 축구 선수로, 현재 프리메라 디비시온의 뉴얼스 올드 보이스에서 미드필더로 활약하고 있다.

## 클럽 경력

### 보카 주니어스
산타페주 로사리오 출신으로, 바네가는 보카 주니어스의 유소년 팀 출신으로, 18살의 나이에 패스 능력과 좋은 성과로 1군에 승격되었다. 팀의 동료 미드필드였던 페르난도 가고가 2007년 1월에 레알 마드리드 CF로 이적함에 따라, 그는 어린 나이에도 불구하고 그의 계승자로 선택되었다.
바네가는 2007년 2월 10일, 4-0으로 승리한 CA 반필드 전에서 프로 데뷔전을 치렀다. 4월 2일, 몇 경기를 치른 후, 그는 필드를 나가며 기립박수를 받았다.

### 발렌시아 CF
2008년 1월 5일, 바네가는 스페인 라 리가의 명가 발렌시아 CF와 €18M의 이적료에 5년 반의 계약을 맺었다. 그는 2008년 1월에 아틀레티코 마드리드전에서 후반전 교체 투입되어 데뷔전을 치렀지만, 팀은 0-1로 패하였다.
바네가는 2008-09 시즌 동안 아틀레티코 마드리드로 임대되었다. 그는 아틀레티코 데뷔전을 PSV 에인트호번과의 UEFA 챔피언스리그 1차전 경기에서 치렀고, 팀은 3-0으로 승리하였다. 하지만, 그는 주전 자리를 꿰차는 데 실패하였고, 두 번이나 레드 카드를 받았다. (비야레알 CF전과 UD 알메리아전)
아틀레티코 임대가 끝난 후, 바네가는 잉글랜드 프리미어리그의 에버튼 FC로부터 제의를 받았지만, 비자 문제로 무산되었다. 근느 2009-10 시즌에 복귀해 세비야 FC와의 1라운드 경기에서 두 골을 모드 어시스트하였다. 그는 2010년 1월 17일, 발렌시아 선수로서 첫골을 4-1로 승리한 비야레알 CF전에서 기록하였다.

## 국가대표 경력
바네가는 U-20 국가대표에 세르히오 아구에로와 더불어 캐나다에서 열린 2007년 FIFA U-20 월드컵 스쿼드에 차출되었고, 7경기 모두 출장하여 팀의 우승을 보탰다.
2008년 1월, 발렌시아 CF로 둥지를 옮긴 후, 그는 같은 해 2월 6일에 과테말라전에서 아르헨티나 축구 국가대표팀 데뷔전을 선발로 치렀다. 같은 해 여름, 그는 올림픽 축구 국가대표팀에 발탁되어, 금메달 사냥에 공헌하였다.
발렌시아에서 기복없는 모습을 보임에도 불구하고, 그는 디에고 마라도나로부터 남아프리카 공화국에서 열린 2010년 FIFA 월드컵의 23인 최종 엔트리에 들지 못하였다.

## 수상
보카 주니어스
- 코파 리베르타도레스: 2007

발렌시아 CF
- 코파 델 레이: 2007-08

국가대표팀
- FIFA U-20 월드컵: 2007
- 하계올림픽: 2008

## 사생활
바네가는 다섯 아들 중 셋째로 루시아노, 세자르, 브리안, 에밀리아노라는 이름의 형제가 있다. 그는 뉴얼스 올드 보이스의 열정적인 서포터로, 그의 오른쪽 종아리에 뉴얼스 클럽 로고 문신을 하고 있다.